# Ceralocyna aliciae
Ceralocyna aliciae är en skalbaggsart som beskrevs av Hovore och Chemsak 2005. Ceralocyna aliciae ingår i släktet Ceralocyna och familjen långhorningar. Inga underarter finns listade.